# Lijst van glas-in-loodramen van Theo van Doesburg
Deze lijst geeft een chronologisch overzicht van de glas-in-loodramen van Theo van Doesburg. De opgenomen werken zijn allen uitgevoerd in glas-in-lood. De titels van de werken zijn cursief weergegeven gevolgd door het gebouw waarvoor ze zijn ontworpen. Wanneer dit niet het geval is gaat het om autonome werken. De volgende museumcodes worden in deze lijst gebruikt:
| - sml = Stedelijk Museum De Lakenhal, Leiden - kmm = Kröller-Müller Museum, Otterlo - icn = Instituut Collectie Nederland, Amsterdam/Rijswijk - ngm = Nationaal Glasmuseum, Leerdam - blm = Badisches Landesmuseum, Karlsruhe | - mamc = Musée d'Art Moderne et Contemporain, Straatsburg - priv = Privéverzameling - onb = Verblijfplaats onbekend - verdw = Verloren gegaan |

## Werken
- Glas-in-lood compositie I voor de achterdeur van het huis van burgemeester W. de Geus, De Erven 3, Broek in Waterland (architect J.J.P. Oud). Uitvoering (vermoedelijk): firma Bogtman, Haarlem. september 1916-januari 1917. 100 × 66,5 cm. sml

Dans I en II. Uitvoering: atelier J.W. Gips, Den Haag (?). 1916-begin 1917 (?). kmm
- Dans I (in primaire kleuren). 47 × 27 cm.
- Dans II (in secundaire kleuren). 50 × 25,5 cm.

- Vier bovenlichten voor de achterdeur van het huis van burgemeester W. de Geus, De Erven 3, Broek in Waterland (architect J.J.P Oud). Uitvoering (vermoedelijk): firma Bogtman. april-mei 1917. Elk 30 × 22 cm. sml Zie collectie Stedelijk Museum De Lakenhal.
- Glas-in-lood-compositie II voor de verbouwing van Villa Allegonda, Katwijk aan Zee (architect Menso Kamerlingh Onnes in samenwerking met J.J.P. Oud). Uitvoering: vennootschap Crabeth, Den Haag. Begin mei 1917. Circa 225 × 75 cm. verdw[1]

Vijf ramen getiteld Glas-in-loodcompositie III voor een onderwijzerswoning in Sint Anthoniepolder (architect Jan Wils). Uitvoering: vannootschap Crabeth. 1917. 48,5 × 45 cm.
- Glas-in-lood compositie III 48,7 × 45,3 cm. sml Zie collectie Stedelijk Museum De Lakenhal.
- Glas-in-lood compositie III. 48,5 × 45 cm. kmm
- Glas-in-lood compositie III. 48,5 × 45 cm. icn (?)
- Glas-in-lood compositie III. 48,5 × 45 cm. icn (?)
- Glas-in-lood compositie III. 48,5 × 45 cm. icn (?)

- Glas-in-lood-compositie Vrouwenkop. Uitvoering: firma J.W. Gips. Mei-juli 1917. 39 × 26 cm. Otterlo, kmm
- Glas-in-lood-compositie IV voor Huis De Lange, Wilhelminalaan 2, Alkmaar (architect Jan Wils). Uitvoering: vennootschap Crabeth. mei-september 1917. Otterlo, kmm Zie externe link.
- Glas-in-lood-compositie V voor de verbouwing van Villa Allegonda, Katwijk aan Zee (architect Menso Kamerlingh Onnes in samenwerking met J.J.P. Oud). Uitvoering: vennootschap Crabeth. 1917-1918 (?). 197 × 104 cm (?). verdw
- Vijf ramen getiteld Glas-in-lood-compositie (Kleine Pastorale) voor villa De Karperton, Groeneweg 32, Bergermeer (architect Jan Wils). Eind 1917-begin 1918. verdw in de Tweede Wereldoorlog.
- Glas-in-lood-compositie VIII voor woningblokken I en V, Spangen, Rotterdam (architect J.J.P Oud). Uitvoering: atelier J.W. Gips. Oktober 1918-maart 1919. 34,5 × 81,5 cm. sml en ngm
- Glas-in-loodcompositie IX voor woningblokken I en V, Spangen, Rotterdam (architect J.J.P Oud). Uitvoering: atlier J.W. Gips. Oktober 1918-maart 1919. 34,5 × 86,5 cm.sml
- Twee ramen getiteld Grote Pastorale voor Landbouwwinterschool, Drachten (architect C.R. de Boer). Uitvoering: atelier J.W. Gips. Februari-april 1922. 300 × 70 cm per raam. In situ Agrarisch Onderwijs Centrum Friesland, Torenstraat 12-14, Drachten.
- Kleine Pastorale voor Landbouwwinterschool, Drachten (architect C.R. de Boer). Uitvoering: atelier J.W. Gips. Februari-april 1922. In situ Agrarisch Onderwijs Centrum Friesland, Torenstraat 12-14, Drachten. Zie externe link.

Veertien glas-in-loodramen voor de Christelijke ULO Rehobôth, Drachten (architect C.R. de Boer). 1922-1923.
- Glas-in-loodraam boven de deur. 26,5 × 161,5 cm. Wellesley, Mass., Davis Museum and Cultural Center, Wellesley College.
- Glas-in-loodraam links van de deur. onb
- Glas-in-loodraam rechts van de deur. onb
- Glas-in-loodraam links van het raam boven de deur. 26,5 × ca. 10 cm. onb
- Glas-in-loodraam rechts van het raam boven de deur. 26,5 × ca. 10 cm. onb
- Glas-in-loodraam trappenhuis linksonder. 122 × 31 cm. Bloomington, Indiana, Indiana University Art Museum.
- Glas-in-loodraam trappenhuis middenonder. 122 × 31 cm. onb
- Glas-in-loodraam trappenhuis rechtsonder. 122 × 31 cm. onb
- Glas-in-loodraam trappenhuis linksboven. 100 × 31 cm. blm
- Glas-in-loodraam trappenhuis middenboven. 100 × 31 cm. blm
- Glas-in-loodraam trappenhuis rechtsboven. 100 × 31 cm. Krefeld, Kaiser Wilhelm Museum.
- Glas-in-loodraam links bovenin trappenhuis. 32 × 32 cm. onb
- Glas-in-loodraam midden bovenin trappenhuis. 32 × 32 cm. onb
- Glas-in-loodraam rechts bovenin trappenhuis. 32 × 32 cm. New York, Ruth O'Hara.

- Glas-in-lood compositie XIII [niet-uitgevoerd] voor Ambachtschool, Amsterdam (architect A.J. Westerman). 1923-1924. Circa 1000 × 330 cm.

Glas-in-loodramen voor het appartement van André Horn, Rue de la Haute-Montée 5, Straatsburg. Ca. 1928
- Driedelig glas-in-loodraam. 108 × 66,5 cm. mamc
- Glas-in-loodraam. 119 × 38 cm. mamc
- Glas-in-loodraam [met tekst FORTUNAM SUAM QUISQUE PERAT] (mogelijk in samenwerking met Sophie Taeuber-Arp). 57 × 38 cm. mamc
- Glas-in-loodraam [met diagonale compositie]. 70 × 80 cm (?). onb

- Daklicht bibliotheek voor atelierwoning Van Doesburg, Rue Charles Infroit 29, Meudon-Val-Fleury. Uitvoering: J. Scory Etablissements, Parijs. Juli-oktober 1930. verdw (in 1981 gereconstrueerd in kunststof).[2]

## Werken toegeschreven aan Theo van Doesburg
Glas-in-loodramen voor Moleneind 32, Drachten. 1923 (?). Mogelijk ontworpen door C.R. de Boer.
- Vier glas-in-loodramen 16,5 × 80,5 cm per raam. icn
- Vier glas-in-loodramen. 16 × 30,5 cm per raam. icn
- Drie glas-in-loodramen. 33,5 × 40,5 cm per raam. icn

Glas-in-loodramen voor het huis van de directeur van een abattoir, Rue Hugweld, Mulhouse. 1926-1928 (?).
- Twee achthoekige glas-in-loodramen. 108 × 68 cm per raam. Amsterdam, Christie's (22 mei 2001).
- Twee glas-in-loodramen. 183 × 110 cm per raam. Amsterdam, Christie's (22 mei 2001).
- Twee glas-in-loodramen. 178 × 110 cm per raam. Amsterdam, Christie's (22 mei 2001).